# Lepturges maculosus
Lepturges maculosus är en skalbaggsart som beskrevs av Gilmour 1959. Lepturges maculosus ingår i släktet Lepturges och familjen långhorningar.
Artens utbredningsområde är Venezuela. Inga underarter finns listade i Catalogue of Life.